# Bisdom Treviso
Het bisdom Treviso (Latijn: Dioecesis Tarvisina, Italiaans: Diocesi di Treviso) is een in Italië gelegen rooms-katholiek bisdom met zetel in de stad Treviso. Het bisdom behoort tot de kerkprovincie Venetië en is samen met de bisdommen Adria-Rovigo, Belluno-Feltre, Chioggia, Concordia-Pordenone, Padua, Vicenza en Vittorio Veneto suffragaan aan het patriarchaat Venetië.

## Geschiedenis
Het bisdom Concordia werd opgericht in de 4e eeuw. De huidige bisschop is Michele Tomasi. Hij volgde in 2019 Gianfranco Gardin OFMConv op, die met emeritaat ging.

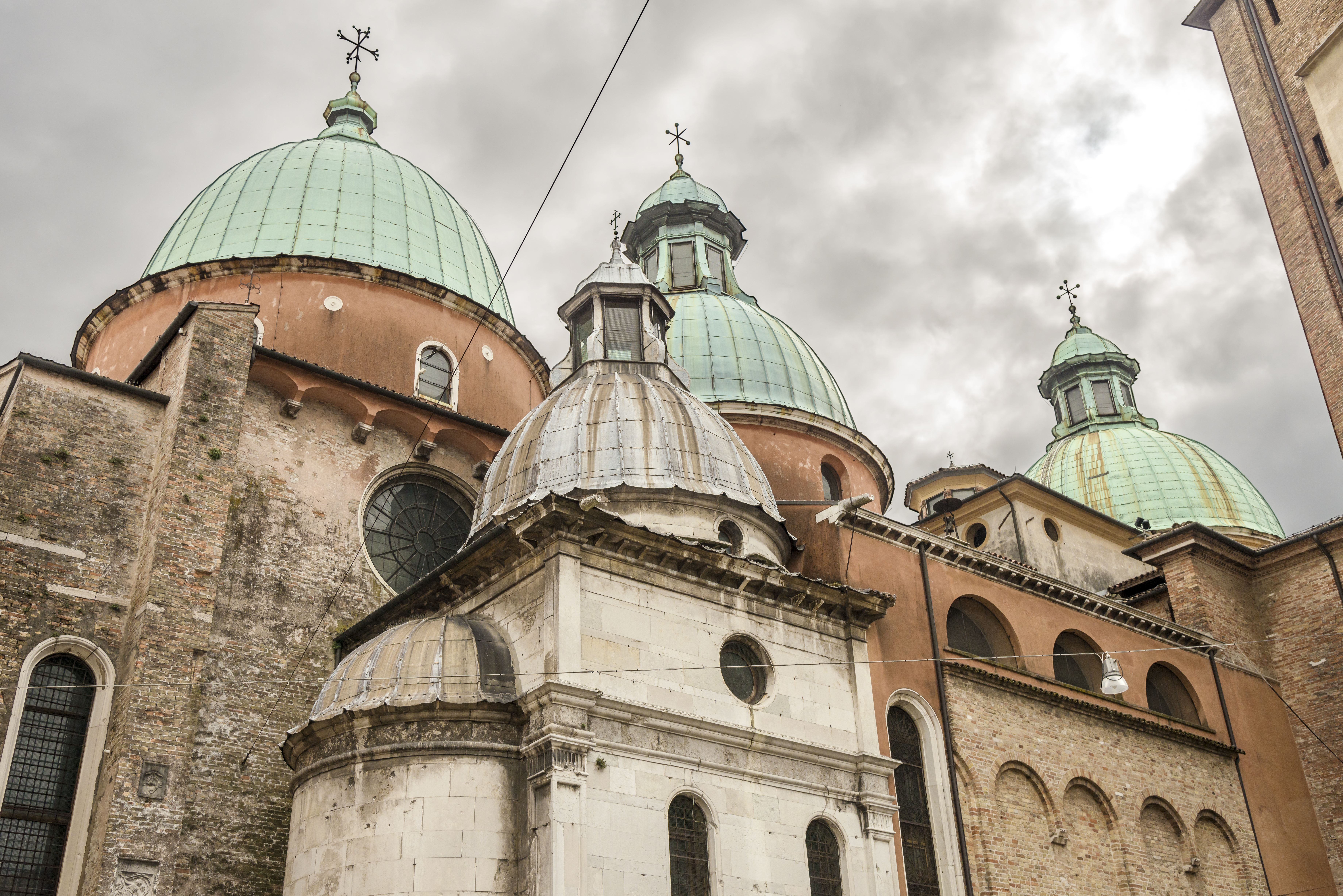
Dom van Treviso